# ترشيح نانوي
يعد الترشيح النانوي (بالإنجليزية: Nanofiltration)‏عملية ترشيحٍ غشائي membrane filtration حديثة نسبياً غالباً ما كانت تستخدم مع مياه إجمالي المواد المذابة total dissolved solids المنخفضة ومنها المياه السطحية surface water العذبة والمياه الجوفية groundwater العذبة، بهدف فصل وإزالة الأيونات متعددة التكافؤ من عناصر ثقيلة مثل الحديد والمنجنيز الزائدة عن الحد. وكذلك إزالة مواد عالقة ببعض المنتجات العضوية الطبيعية والمواد العضوية الاصطناعية.
كما تتزايد نطاق استخدام الترشيح النانوي في تطبيقات الصناعات الغذائية ومنها منتجات الألبان dairy وعملية نزع المعدنيات (الأيونات أحادية التكافؤ demineralisation.
طبقا لتعريف الترشيح النانوي فهو يختص باستخدام أغشية خاصه ذات مسام في حدود 2 نانومتر. وهذا ما تختلف فيه مع أنواع أخرى من أغشية ترشيح تستخدم في ترشيح مستدق ومرشح الميكرون

بغرض فصل مواد ذائبة من محلول، فهذه يتبع فيها طريقة التناضح العكسي التي تستخدم في تحلية مياه البحر، أي فصل الملح الذائب من الماء، فيصبح ماء عذبا. وتستخدم طريقة التناضح العكسي (أو الأزموزي العكسي) ضغوطا عالية تصل غلى نحو 60 ضغط جوي.
أما طريقة الترشيح النانوي فهي تتم بمرشحات دقيقة وعند ضغوط صغيرة. وتحدد الصفات الحرارية واستقرار مواد أغشيتها طرق استخدامها، ولهذا فهي تطبق في الغالب على المياه.

## المبدأ
يمثل الترشيح النانوي تقنية ببين الترشيح المستدق والتناضح العكسي reverse osmosis ، حيث يكون سعة المسام نحو 2 نانومتر. كما
تقدر أغشية المرشح النانوي عادةً بـحد فصل يسمى حد الوزن الجزيئي molecular weight cut-off بدلاً من حجم المسامة الواحدة الصغيرة. ويقدر حد الوزن الجزيئي عادةً بأقل من 100 وحدات كتلة ذرية. وتستخدم وحدة دالتون للتعبير عنها حيث أن الكتلة «دالتون» تمثل كتلة بروتون واحد أو كتلة نيوترون واحد.
يصل الضغط المستخدم في الترشيح النانوي نحو 3 ميجاباسكال. وهو ضغط أقل بكثير من الضغوط المستخدمة في التناضح العكسي. وهذا يخفض من يقلل من تكلفة المعالجة بصورةٍ واضحةٍ. على الرغم من ذلك، فإن أغشية الترشيح النانوي ما زالت عرضةً للتحجيم scaling (أي تزايد الترسب وتكوين كيك الترشيح مما يبطئ عملية الترشيح) والإفساد fouling (أي تكون النمو الفطري والتعفن). ولهذا يستخدم مع تلك الأغشية ما يسمى مضادات التحجيم anti-scalants ومضادات التعفن.

## تطبيقات تنقية المياه
يصعب على كثيرٍ من الدول الناميةالحصول على مياه صالحةٍ للشرب والاستخدام الآدمي، إلا أن تقانة الصغائر توفر حلاً لتلك الأزمة. ففي حين تُستخدم عملية الترشيح النانوي لإزالة الملوثات المختلفة مصادر وموارد المياه، إلا أنها تُستخدم أيضاً وبصورةٍ شائعةٍ في عملية تحلية المياه desalination. وقد أُجريت العديد من الاختبارات، كما تم ملاحظته في دراسةٍ حديثةٍ بجنوب أفريقيا، باستخدام الترشيح النانوي البوليمري أو المكثور بالتزامن مع إجراء عملية التناضح العكسي لمعالجة المياه الجوفية المغثة. وقد أسفرت تلك الاختبارات عن إنتاج مياهٍ صالحةٍ للشرب، حيث لجأ الباحثون إلى إضافة المغذيات إلى تلك المياه للحصول في النهاية على المستويات القياسية المعيارية من تلك المستويات المذابة لاستهلاك مياه الشرب. (مطلوب توثيق)
وهنا يجب ذكر أن توفير طرق الترشيح النانوي بالدول النامية بهدف زيادة مواردها من المياه النظيفة الصالحة للشرب لهو بالطريقة الرخيصة غير المكلفةٍ مقارنةً بأنظمة معالجة المياه التقليدية. على الرغم من ذلك، تبقى مجموعةً من القضايا ومنها كذلك قدرة تلك الدول النامية على دمج مثل تلك التقنيات الحديثة مع اقتصادها بدون محاولة الاعتماد على مساعدةٍ أجنبيةٍ.
للمزيد من المعلومات: تنقية المياه

## تقانة الصغائر في معالجة المياه
توفر التقانة النانوية، وهي هندسة وفن معالجة المادة على المستوى النانوي _1- 100 نانومتر)، القدرة على تصنيع مواد نانوية جديدة تستخدم في معالجة المياه السطحية والمياه الجوفية ومياه الصرف الصحي الملوثة بأيونات المعادن السامة والمحاليل العضوية والغير عضوية بالإضافة إلى الكائنات الدقيقة. ونتيجة نشاطها الفائق الفريد تجاه التخلص من الملوثات المدمرة، تقع العديد من المواد النانوية تحت نطاق البحث النشط والتطوير بهدف استخدامها في معالجة المياه.

### اكتشاف مسببات الأمراض الميكروبية
يعد توفير موردٍ دائمٍ للمياه الصحية الصالحة للشرب إحدى أولويات الحياة الصحية السليمة، إلا أن الأمراض الناجمة عن تلك المياه الملوثَة تمثل سبباً رئيسياً كامناً وراء العديد من حالات الوفاة في أرجاءٍ مختلفةٍ من العالم، وخاصةً فيما بين الأطفال صغار السن، الشيوخ، وهؤلاء الذين يعانون من مشكلات في الجهاز المناعي. ومع تغير علم الأوبئة الناجمة عن الأمراض الملوثة، فقد تنامت المخاوف العالمية العامة حول عودة ظهور أوبئةٍ معديةٍ والتي تنتشر من خلال التفاعل المعقد مع العوامل الاجتماعية والاقتصادية والتطورية النمائية والبيئية كذلك. ومن ثم يعد أحد التحديات القائمة والهامة في المجال هو ذلك الاكتشاف السريع والدقيق والحساس لمسببات الأمراض الناجمة عن استخدامات المياه الملوثة. حيث بُنيت الاختبارات الميكروبية في وقتنا الحاضر بشكلٍ أساسيٍ على طرق ثقافة استهلاك الوقت time-consuming culture methods. إلا أنه على الرغم من ذلك فيتم تطوير العديد من الطرق الإنزيمية والمناعية والجينية لتحل محل و/ أو تدعم الطرق والأساليب التقليدية للكشف عن الميكروبات. علاوةً على ذلك، فإن للاختراعات في مجال تقانة النانو والعلوم النانوية تأثيراً حيوياً هاماً في علم التشخيص الحيوي، حيث تم إجراء العديد من التجارب القائمة على الجسيمات النانوية والأجهزة النانوية المختلفة بهدف المساعدة في عملية الكشف عن الجسيمات الحيوية.

### الألياف النانوية والمبيدات الحيوية النانوية
تُظهِر الألياف النانوية الكهربائية المنسوجة والمبيدات الحيوية النانوية القدرة على إنجاز تحسينات في مجال أغشية فلترة المياه. ونلاحظ أن القاذورات الحيوية التي تتكون على الأغشية وتسببها الشحنات البكتيرية بالمياه تقلل من جودة مياه الشرب، مما جعل منها مشكلةً رئيسية تؤرق الجميع. هذا وقد أسفرت العديد من الدراسات عن التوصل لتلك النتيجة الخاصة بتثبيت واختفاء تلك البكتريا بعد التعرض للألياف النانوية ذات الأسطح الوظيفية. وفي الوقت ذاته فقد أثبتت المبيدات الحيوية النانوية ومنها الجسيمات النانوية المعدنية والمواد النانوية المهندسَة نجاحها في الاندماج مع الألياف النانوية مستهدفةً تحقيق نشاطٍ عالٍ مضادٍ للميكروبات واستقرارٍ في الماء.

## تطبيقه على المستوى الصناعي
يمثل الشكل أسفله تصميم وحدة ترشيح نانوي تشترك في عملية تنقية مياه الشرب. وتستخدم لها عدة أنواع من الأغشية النانونية متوفرة في الأسواق. تختلف أنواع الاغشية النانونية بحسب نوع المواد الكيميائية المستخدمة وبنية تلك الكيماويات وقدرتها على رد الأملاح، وبناء على ذلك فيلزم اختيار نوع الغشاء النانوي المناسب للماء المراد تنقيته وملوحته.
توجد وحدات لتنقية ماء الشرب تعمل بالأغشية النانونية تطرد الملح بدرجات منخفضة (<5% لنوع 1001A membranes) إلى طرد الملح نهائيا (بنسبة 99 % لنوع 8040-TS80-TSA membranes). ويختلف معدل جريان الماء بين
25–60 m3/اليوم للوحدة الواحدة ولذلك تستخدم عدة وحدات تعمل متوازية لإنتاج كميات ماء نقية على المستوى الصناعي. ويستخدم معها ضغوطا بين 4.5-7.5 بار (ضغط جوي).
يبين التصميم التالي تصميم محطة لتحلية ماء البحر تقوم على عمليتين: الترشيح النانوي NF ، ثم تحلية المياه بالتناضح العكسي RO .
ليس في استطاعة الترشيح النانوي إزالة الملح من الماء، ولهذا تستخدم عملية تحلية ماء البحر بعد قيام الترشيح النانوي لتنقية الماء. ويتم تحلية الماء عادة بطريقة التناضح العكسي RO ، وهي طريقة تستخدم ضغوطا عالية عند نحو 60 ضغط جوي.
 as is shown above.
هذه محطة تعمل بقدرة تنقية ماء البحر تبلغ 100 متر مكعب/الساعة. تبدأ بالترشيح النانوي، ثم يؤخد منها 20 متر مكعب/الساعة من الماء المرشح بغرض إنتاج المغنسيوم من كبريتات المغنسيوم الذائبة في ماء البحر.
وتجري البقية 80 متر مكعب/الساعة إلى وحدة تحلية المياه. لا يزال الماء يحتوي على الأملاح ومن ضمنها ملح الطعام، ويتم عزل الماء العذب عن الماء الذي تضاعفت ملوحته بالأغشية الخاصة بالتناضح العكسي. ينتج من محطة التحلية ماء شرب بمقدار 50 متر مكعب في الساعة، بينما يخرج 30 متر مكعب /الساعة ماء زائد الملوحة. ويستفاد من هذا الماء الزائد الملوحة باستخراج أملاح وفلزات تستخدمها الصناعات الكيماوية.

## تطبيقات أخرى
كان تطبيق الترشيح النانوي واستخدام تقنية الأغشية في الماضي منصبا على استخدامهاته مع الماء ومحاليله. وكان الغرض منها غالبا خفض عسر الماء. فيمكن للترشيح النانوي عزل الترسيب في الماء، وعزل الجزيئات الكبيرة «المشبعة» بالماء والمسماة أيونات هيدرات ثنائية التكافؤ، مثل أيونات الكالسيوم
Ca2+, وأيونات المغنسيوم Mg2+ . في نفس الوقت يسمح الترشيح النانوي بتمرير هيدرات الأيونات الأحادية التكافؤ الأصغر منها.
وفي السنوات الأخيرة زاد استخدام الترشيح النانوي في فروع أخرى من الصناعات، ومن ضمنها صناعات منتجات الألبان وإنتاج عصائر الفواكه والخضراوات. وقد امتدت أبحاث العلماء إلى ابتكار أنواع من الأغشية لا تتعرض للذوبان في المحاليل المراد تنقيتها، وابكرت أيضا أغشية نانونية للاستخامات الصيدلانية، وصناعة النكهات الغذائية.
وقد عمل البحث العلمي على استغلال تقنية الترشيح النانوي بابتكار أغشية نانونية تستطيع تنقية المحاليل العضوية أيضا، واتسع استخدامها في تنقية العديد من المحاليل العضوية والصناعة العصير وصناعات الألبان، وغيرها.
.
| الصناعة                     | الاستخدامات                                                               |
| --------------------------- | ------------------------------------------------------------------------- |
| الكيمياء الدقيقة والصيدلة   | استعادة المذيب بطرق ليست حرارية تبادل المذيبات في درجة حرارة المعتادة     |
| كيمياء النفط                | إزالة القطران من النفط الخام تنطيف الغازات المكثفة                        |
| الكيمياء الحجمية (الصناعية) | تنظيف المنتجات استعادة المحفزات                                           |
| الزيوت الطبيعية             | فصل انواع الزيوت تغنية مكونات الزيوت وفصل مكوناتها برفق                   |
| الطب                        | في استطاعتها فصل الأحماض الأمينية وليبيد من الدم ومن مستعمرات خلايا أخرى. |

## اقرأ أيضا
- قائمة تطبيقات تقنية النانو List of nanotechnology applications
- مواد نانوية Nanomaterials
- تقانة الصغائر Nanotechnology
- ترشيح مستدق Ultrafiltration
- ماء الشرب

## وصلات خارجية
- مشروع ETAP-ERN, يستخدم مصادر الطاقة المتجددة لتحلية المياه . (بالإسبانية)
- طرق نانوية لتحسين جودة المياه - Hawk's Perch Technical Writing, LLC